# Jan Felix Gaertner
Jan Felix Gaertner (* 30. März 1976 in Bonn) ist ein deutscher Klassischer Philologe.
Nach einem Studium der Klassischen Philologie und Romanistik an den Universitäten Bonn und Oxford wurde er 2002 zum DPhil promoviert. Seine Dissertation, ein Kommentar zum ersten Buch von Ovids Epistulae ex Ponto, wurde von Oliver Lyne betreut. Auf die Promotion folgte ein neunmonatiger Gastaufenthalt am Thesaurus Linguae Latinae in München sowie ein einjähriger Aufenthalt am Seminar für Klassische Philologie der Universität Fribourg, wo Gaertner an einer Ausgabe der Ethnika des Stephanos von Byzanz mitarbeitete. Von 2004 bis 2010 wirkte Gaertner als wissenschaftlicher Mitarbeiter bzw. Assistent von Marcus Deufert an der Universität Leipzig. Nach seiner Habilitation (2011) und zwei Professurvertretungen in Heidelberg (Jonas Grethlein) und Bamberg (Sabine Föllinger) wechselte er im Frühjahr 2012 an die Harvard University; dort war er Feodor-Lynen-Stipendiat der Alexander-von-Humboldt-Stiftung und Lecturer on the Classics. Seit dem Sommer 2013 ist er Professor für Klassische Philologie mit Schwerpunkt Lateinische Philologie an der Universität zu Köln.
Frühere und aktuelle Forschungsschwerpunkte sind die antike Exilliteratur, das Verhältnis von Recht und Literatur sowie die antike Komödie und Geschichtsschreibung.
2019 wurde Gaertner in die Academia Europaea gewählt.

## Schriften (Auswahl)
- Ovid. Epistulae ex Ponto, Book I. Edited with introduction, translation, and commentary (= Oxford classical monographs). Oxford University Press, Oxford 2005 (= Dissertation University of Oxford 2001), ISBN 978-0-19-927721-6.
- Writing Exile. The Discourse of Displacement in Greco-Roman Antiquity and Beyond (= Mnemosyne. Supplementband 283), Leiden/Boston 2007, ISBN 978-90-04-15515-2.
- Das antike Recht und die griechisch-römische Neue Komödie. Untersuchungen zu Plautus und seinen griechischen Vorbildern. 2 Bände. (= Habilitationsschrift Universität Leipzig 2011).
- mit Bianca C. Hausburg: Caesar and the Bellum Alexandrinum. An Analysis of Style, Narrative Technique, and the Reception of Greek Historiography (= Hypomnemata. Band 192). Göttingen 2013, ISBN 978-3-525-25300-7.